# 蘇我果安
蘇我 果安（そが の はたやす）は、飛鳥時代の豪族。姓は臣。蘇我倉麻呂の子で、蘇我馬子の孫にあたる。倉麻呂の系統は645年に蘇我蝦夷と入鹿が滅んでから蘇我氏の本流になった。石川麻呂、連子、日向、赤兄の兄弟とされる。

## 経歴
天智天皇10年（671年）1月5日に、巨勢人、紀大人と共に御史大夫になった。同日に大友皇子（後の弘文天皇）が太政大臣、蘇我赤兄が左大臣、中臣金が右大臣に任命されており、御史大夫はこれに次ぐ重職であった。
同年10月17日、重病の天智天皇は大海人皇子（後の天武天皇）を大殿に呼び入れた。大海人皇子は、皇后を次の天皇にたて、大友皇子を皇太子にするよう進言し、あわせて自らの出家を申し出た（天智天皇に疑われていることを悟り、謀反の疑いを解きつつ京から離れたものと考えられる）。2日後、僧の服を着て吉野に向かう大海人皇子を、果安は蘇我赤兄や中臣金と共に菟道（宇治）まで見送った。
11月23日に、大友皇子を含めて上に挙げた6人の重臣は、内裏の西殿の織物仏の前で誓盟を交わした。まず大友皇子が手に香炉をとって立ち、「六人心を同じくして天皇の詔を奉じる。もし違うことがあれば必ず天罰を被る」と誓った。あとの5人も香炉を手にして次々に立ち、「臣ら六人、殿下に従って天皇の詔を奉じる。もし違うことがあれば四天王が打つ。天神地祇も誅罰する。三十三天はこのことを証し知れ。子孫が絶え、家門が滅びよう」などと泣きながら言った。29日に5人の臣は大友皇子を奉じて天皇の前で誓った。以上の『日本書紀』の記述では「天皇の詔」の具体的内容が明らかにされないが、一般には大友皇子を次の天皇に擁立することと理解されている。
29日に5人の臣は大友皇子を奉じて天智天皇の前で盟した（内容は不明だが、前の誓いと同じだと思われる）。12月3日に天智天皇は崩御した。
天武天皇元年（672年）6月22日に大海人皇子は反乱（壬申の乱）に踏みきり、美濃国の不破に兵を集めてそこに移った。この際、山部王、蘇我果安、巨勢比等（巨勢人）が、数万の兵力を率いて大海人皇子を討つべく不破に向けて進発した。しかし7月2日頃、犬上川の岸に陣を敷いたとき、山部王は果安と比等に殺害（理由は『日本書紀』に記されない）されたため、混乱のため進軍が滞った。果安は帰ってから首を刺して自殺した。なお、果安の子は乱の終結後に配流された。

蘇我氏略系図 SVGで表示（対応ブラウザのみ）